# Trident d'or
Le trident d'or est un trophée de course camarguaise créé le 31 mai 1959 par René Ravel. Il récompense les trois meilleurs cocardiers d'une manade.
Il facilite la détection des raseteurs et cocardiers.

## Statuts
Le comité du trophée est une association loi de 1901 agréée par jeunesse et sport et par la fédération française de la course camarguaise.